# 拉托山
45°0′2″N 6°17′1.1″E / 45.00056°N 6.283639°E

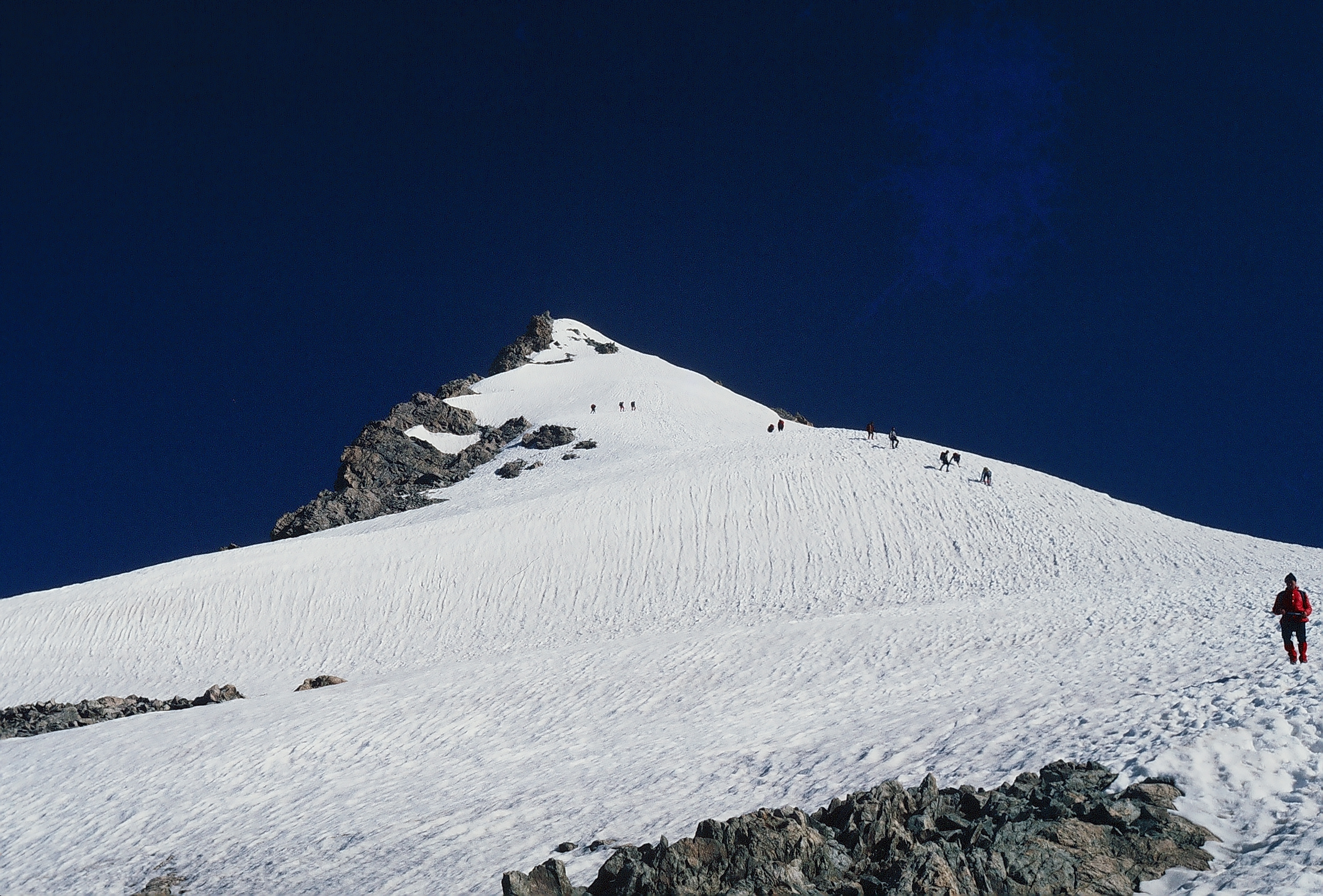

拉托山（法語：Le Râteau），是法國的山峰，位於該國東南部，由上阿爾卑斯省負責管轄，屬於多芬阿爾卑斯山脈中埃克蘭山的一部分，海拔高度3,809米，每年平均降雨量1,410毫米。